# リー＝アリン・ベイカー
リー＝アリン・ベイカー（Leigh-Allyn Baker、1972年3月13日 - ）は、アメリカ合衆国の女優。

## 出演作品
- グッドラック・チャーリー ザ・ムービー（エイミー）
- グッドラック・チャーリー（エイミー）
- シークレット・アイドル　ハンナ・モンタナ
- FATAL FRAME II CRIMSON BUTTERFLY/Project ZERO II CRIMSON BUTTERFLY（須堂美也子）
- マイネーム・イズ・アール
- Dr.HOUSE　―ドクター・ハウス―
- ラスベガス
- ボストン・リーガル
- フローズン・インパクト
- ふたりは友達？　ウィル＆グレイス
- チャームド～魔女３姉妹
- シュランケン・ヘッド／アメリカの怪談
- バッド・ヘア・デー（リズ）